# Batalla de Tolentino
La batalla de Tolentino va ser una batalla que es va lliurar sobre el 2-3 de maig de 1815, prop de Tolentino, regne de Nàpols, en el que ara és les Marques, Itàlia. Va ser una batalla decisiva en la guerra napolitana, batalla pel Napoleònic Regne de Nàpols Joachim Murat per mantenir el tron després del congrés de Viena. La batalla en ella mateixa comparteix alguns paral·lelismes amb la batalla de Waterloo. Totes dues van passar durant els cent dies següents al retorn de Napoleó durant l'exili i va resultar en una decisiva victòria del lideratge de la setena coalició per la restauració del regne Borbònic.

## Antecedents
A finals d'abril de 1815, Murat havia perdut totes les seves primeres conquestes que havia fet a l'inici de la guerra, ja que dos avançades dels cossos austríacs sota el comandament dels generals Bianchi i Nepperg, van forçar als napolitans del sud-est a establir-se a Ancona. Tanmateix, el dos cossos austríacs s'havien separat a cada costat de les muntanyes dels Apenins, i Murat esperava derrotar a Bianchi a l'oest abans d'atacar ràpidament a Neipperg, qui havia estat perseguint la seva retirada des del nord. El seu pla era similar al pla de Napoleó per derrotar els britànics abans d'atacar els Prussians durant la campanya de Waterloo.
Murat va planejar encarar-se a Bianchi a prop de la ciutat de Tolentino. Llançant una petita força sota les ordres del general Carascosa per retardar Neipperg, Murat va desplaçar la seva força principal per trobar-se a Bianchi. Tanmateix, el 29 d'abril una petita avançada dels hússars d'Hongria aconseguien interceptar la petita guarnició Napolitana estacionada a Tolentino. Amb l'avantguarda austríaca ja establerta a Tolentino, l'exèrcit de Murat va acampar al nord-est a Macerata. Bianchi, tanmateix, es va adonar del pla de Murat i va decidir retrassar Murat tant de temps com fos possible. Els austríacs van establir una línia defensiva centrada a la Torre de Sant Catervo, amb les tropes més llunyanes col·locades a les posicions claus del castell de Rancia, l'església de Maestà i a Sant Joseph. Murat va haver de forçar la situació i va marxar cap a Bianchi. Els dos exèrcits finalment es van trobar el 2 de maig.

## Batalla
La batalla es va obrir a l'alba amb un bombardeig d'artilleria a ambdós costats de la vall que limita al nord amb Sforzacosta. Tot i que els austríacs estaven ja establerts al voltant de Tolentino, Murat va preparar l'atac per agafar-los completament per sorpresa. A l'inici de la batalla, les tropes napolitanes van aconseguir envoltar i capturar al general Bianchi prop de Sforzacosta. Tanmateix, el general va ser alliberat gairebé immediatament per un regiment d'hússars hongaresos. A mig matí, l'exèrcit napolità s'havia concentrat a prop de Pollenza, amb una lluita feroç i en erupció per tota la zona. Durant el dia, l'acció principal va transcórrer al voltant del lloc d'avançada austríac al castell de Rancia, el qual va canviar mans diverses vegades durant el curs de la batalla. Al final del primer dia, tot i que el l'exèrcit napolità havia estat superior i havia fet avenços lleus, incloent el mont Milone, els austríacs es trobaven encara en una posició defensiva excel·lent.
Al segon dia, la boira va retardar l'inici de batalla fins a les set en punt. El dia va començar bé per Murat igual que per l'exèrcit napolità que finalment va apoderar-se del castell de Rancia, així com els turons de Cantagallo. Des d'aquí, el Napolitans van posar en escena un nou atac sobre les posicions austríaques. Dos divisions d'infanteria napolitanes, incloent la divisió de la Guàrdia de Murat, van baixar del mont Milone contra el flanc esquerre austríac. Tanmateix, el napolitans van cometre l'error de formar a l'espera d'un contraatac de cavalleria que mai va succeir. La infanteria austríaca va repartir una sèrie de descàrregues, recolzades per un devastador foc d'artilleria. Mentrestant, el general Mohr va també repudiar un atac del flanc dret austríac i una línia sencera napolitana va retrocedir fins a Pollenza. Amb el resultat de la batalla encara indecisa, Murat va rebre la notícia que Nepperg havia estat derrotat a Caracosa a la batalla de Scappezzano i s'estava apropant. Per acabar-ho d'adobar, va rebre rumors falsos que una flota britànica havia descarregat un exèrcit sicilià al sud d'Itàlia, amenaçant la seva retirada. Sense saber-ho per Murat, la flota britànica de fet navegava per bloquejar Nàpols i Ancona. Pressentint l'inevitable, Murat va ordenar la retirada i la batalla va acabar. Murat va retirar-se a Nàpols, però amb els austríacs que s'apropaven per terra i els britànics per mar, no va tenir cap altra opció que fugir a Còrsega, disfressat de mariner danès. La batalla va entrar en fase decisiva; el 20 de maig de 1815, Àustria i Nàpols van concloure el Tractat de Casalanza, restaurant Ferran IV al tron.